# Východofranská říše
Východofranská říše (též Východofrancká říše) je označení raně středověkého státu vzniklého roku 843 a později označovaného jako Německé království. 
Říše vznikla jako podíl Ludvíka Němce při rozdělení Franské říše verdunskou smlouvou. Za její konec se obvykle považuje korunovace východofranského Oty Velikého na císaře říše římské roku 962. Někdy se však pojem Východofranská říše vztahuje jen na období do konce vlády Karlovců (911), nástupu saských Otonů (919) nebo nástupu Oty Velikého (936).

## Název
Východofranská říše je obecný název státního útvaru, který byl oficiálně znám pod názvem Království východních Franků (latinsky regnum Francorum orientalium) nebo Východní Franky (latinsky Francia orientalis), a to až do začátku 12. století. Od 11. století je znám také jako Království Němců (latinsky Regnum Teutonicorum).
Jméno regnum Francorum orientalium se však objevuje až o něco později, přesněji v roce 920, kdy Karel Dobrý a Jindřich I. Ptáčník uzavřeli bonnskou smlouvu. Karel směl svou říši nazývat Regnum Francorum occidentalium, („Království západních Franků“).
Panovníci z otonské dynastie začali místo titulu „franský král“ (rex Francorum) používat titul „římský král“ (rex Romanorum), aby tím podpořili svůj nárok na univerzální vládu nad západním světem. Ve sporu o investituru naopak papežská strana preferovala „rex Teutonicum“, doslova „král Němců“.
Od 10. století byla Východofranská říše označována též jako regnum Teutonicorum. Toto označení se však prosadilo teprve v 11. století, tedy od dob Sálské dynastie. Výraz regnum označoval nejprve obecně „vládu, dosah moci, království“ a samotná jednotlivá vévodství se v oněch časech označovala jako regnum. Jako „Teutonici“ (společný výraz pro německy mluvící kmeny) byla říše chápána, hlavně když vojsko složené z germánských vojáků táhlo přes Alpy do Itálie. Okolo panovníka se seskupili Frísové, Starosasové, Lotrinkové, Durynkové, Frankové, Alemáni a Bavoři. Celkem vzato, byla Východofranská říše (Svatá říše římská) rovnocenným nástupnickým státem podle tradice franské a podle tradic antického Římského impéria.

## Vznik říše

Království Východní Franky (zeleně) roku 843 n. l.

Utváření Východofranské říše zasahuje až do vleklých sporů o nástupnictví mezi potomky Karla Velikého. Ludvík I. Zbožný, (778–840) bojoval proti svým synům o nadvládu nad Franskou říší, kterou na počátku roku 830 definitivně ztratil. Jeho syn Ludvík II. (Němec), který již od roku 831 vládl v Vévodství bavorském, Durynsku, Franckém vévodství a Vévodství saském, převzal v roce 833 regentství ve východní části Franské říše.
Poté vybudoval království a soudržnost kmenů resp. kmenových vévodství ve svém vladařském dosahu. Verdunskou smlouvou z roku 843 zapsal Ludvík Němec do dějin Evropy Východní Franky coby samostatné království.
Germánská Východofranská říše byla poněkud odlišná od romanizované Říše západofranské. Byla z větší části položená mimo antické Imperum Romanum a její podobu jí vtiskly zejména sebevědomé kmeny a kmenoví vévodové. Tato vlastnost se výrazně táhne celými německými dějinami.

## Dějiny
Prvním vládcem Východofranské říše byl Ludvík Němec (Germanicus) nazývaný tak s odkazem na území někdejší Germánie. Ludvík sídlil především v Řezně, hlavním městě Bavorska. Zde zřejmě roku 845 došlo ke křtu 14 českých knížat, Ludvík také zasahoval do dění ve Velkomoravské říši, kam dosadil roku 846 knížete Rostislava a po dlouholetých konfliktech se podílel na jeho sesazení Svatoplukem I.
Další vývoj ovlivnila otázka dědictví Středofranské říše rozdělené roku 855 na tři části. Po smrti Lothara II. si severní Lotharingii rozdělil Ludvík se svým bratrem Karlem Holým na základě Merseenské smlouvy z roku 870. Celou Lotharingie neboli Lotrinsko získal Ludvík Mladší Ribemontskou smlouvou z roku 880. Po něm vládli další synové Ludvíka Němce, Karloman a Karel Tlustý, poslední panovník, kterému se po smrti západofranského Karloman II. roku 884 podařilo spojit celou franskou (karolínskou) říši. Karel Tlustý byl později sesazen a králem zvolen nemanželský syn Karlomana Arnulf Korutanský. Jeho synem Ludvíkem Dítětem roku 911 vymřela dynastie Karlovců na východofranském trůně.
Po vymření Karlovců se stal vládcem Konrád I. Mladší (911–918) z rodu Konrádovců, kteří soupeřili s Bábenberky o nadvládu nad franckým vévodstvím.
V roce 919 se novým vládcem stal saský vévoda Jindřich I. Ptáčník, zakladatel dynastie Liudolfovců (Otonů). Proti přenesení centra říše do Saska se postavil vzdorokrál Arnulf Bavorský, na kterém si Jindřich vynutil uznání v roce 921. Na západní straně říše potvrdil přičlenění Lotrinska, jehož součástí byly Cáchy, a takto vymezené hranice mezi říší a Francií trvaly až do 17. století. Na východě se potýkal se Slovany, v Čechách si vynutil uznání nadvlády nad Václavem I., severněji tvrdě postupoval proti Polabským Slovanům. Další ohrožení říše bylo od jihovýchodu výpady polokočovných Maďarů.
V roce 936 se Jindřichův syn Ota I. Veliký nechal korunovat králem v kapli Panny Marie v Cáchách, kde byl pohřben Karel Veliký, a tím založil korunovační tradici římských králů. Zároveň ze saského Magdeburku vytvořil nové hlavní město říše. Ota po vnitřní konsolidaci království se zaměřil na Itálii, oženil se s vdovou po italském králi Adélou Burgundskou a prohlásil se italským králem. V roce 955 vítězstvím v bitvě na Lechu ukončil výbojné nájezdy Maďarů a následně vedl úspěšnou výpravu proti slovanským Obodritům. Když italský protikrál Berengar II. začal ohrožovat Papežský stát, papež Jan XII. požádal o pomoc Otu, kterého pak za odměnu v Římě roku 962 korunoval na císaře svaté říše římské.

## Králové Východofranské říše
Karlovci:

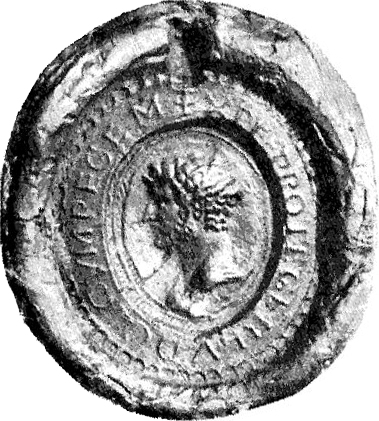
Mince s podobiznou Ludvíka II. Němce

- Ludvík II. Němec (805/806–876), král od r. 843
- Ludvík III. Mladší (835–882), král 876–882 ve Frankách, Sasku a Durynsku, od r. 880 též v Bavorech
  - Karloman (okolo 830–880), 876–880 králem v Bavorech, v letech 877–879 také králem Itálie
- Karel III. Tlustý (839–888), král Alemánie od 876, od r. 879 též králem Itálie, od 882 králem celé Východofranské říše (kromě toho i římský císař od roku 881)
- Arnulf Korutanský (850–899), král od 887 (kromě toho Římský císař od 896)
- Ludvík IV. Dítě (893–911), králem od r. 900

Konrádovci:
- Konrád I. Mladší (881–918), králem od roku 911

Liudolfovci (Otoni):
- Jindřich I. Ptáčník (875/876–936), králem od r. 919
- Ota I. Veliký (912–973), východofranským králem od r. 936, (císařem Svaté říše římské od roku 962)